# Methylthiophosphonsäure-O-ethylester
Methylthiophosphonsäure-O-ethylester (auch EMPTA, von engl. O-Ethyl methylphosphonothioic acid) ist eine organische Phosphorverbindung.
Die bekannteste Verwendung von Methylthiophosphonsäure-O-ethylester ist diejenige als ein möglicher Ausgangsstoff zur Herstellung des chemischen Kampfstoffes VX. Da EMPTA nicht ohne Weiteres synthetisiert werden kann, gilt es auch als „smoking gun“ für die Herstellung von chemischen Waffen. Die Verbindung kann ebenfalls in geringen Mengen als Zerfallsprodukt der Hydrolyse von VX entstehen.
Methylthiophosphonsäure-O-ethylester erlangte (als EMPTA) eine gewisse Aufmerksamkeit in der breiteren Öffentlichkeit im Zusammenhang mit der Bombardierung der Asch-Schifa-Arzneimittelfabrik.
Es ist in der Chemiewaffenkonvention als Schedule-2-Substanz erfasst und unterliegt damit den entsprechenden Beschränkungen.